# Прокшеничи
Про́кшеничи (бел. Прокшанічы) — деревня в составе Княжицкого сельсовета Могилёвского района Могилёвской области Республики Беларусь.

## История
В 1646 году упоминается как деревня Порокшино-Прокшеницы, а в 1675 году - как деревня Прокшиничи в составе Княжицкой волости Оршанском повете ВКЛ.

## Географическое положение
Ближайшие населённые пункты: Сеньково, Боброво, Щеглица.

## Население
- 1999 год — 54 человека
- 2010 год — 34 человека